# جورجو کاگنوتو
جورجو کاگنوتو (انگلیسی: Giorgio Cagnotto؛ زادهٔ ۲ ژوئن ۱۹۴۷) ورزشکار شیرجه اهل ایتالیا است.
وی در مسابقات کشوری و بین‌المللی در مجموع برندهٔ ۱ مدال طلا، ۴ مدال نقره، ۵ مدال برنز شده‌است.